# Терезін
Терезін (чеськ. Terezín; до 1918 р. і в роки Другої світової війни — Терезієнштадт, нім. Theresienstadt) — назва колишньої фортеці і гарнізонного містечка в окрузі Літомержиці Устецького краю в Чехії. Місто розташоване на обох берегах річки Огрже, недалеко від її впадіння в Лабу, за три кілометри на південний схід від Літомержиць.

## Історія

### Фортеця

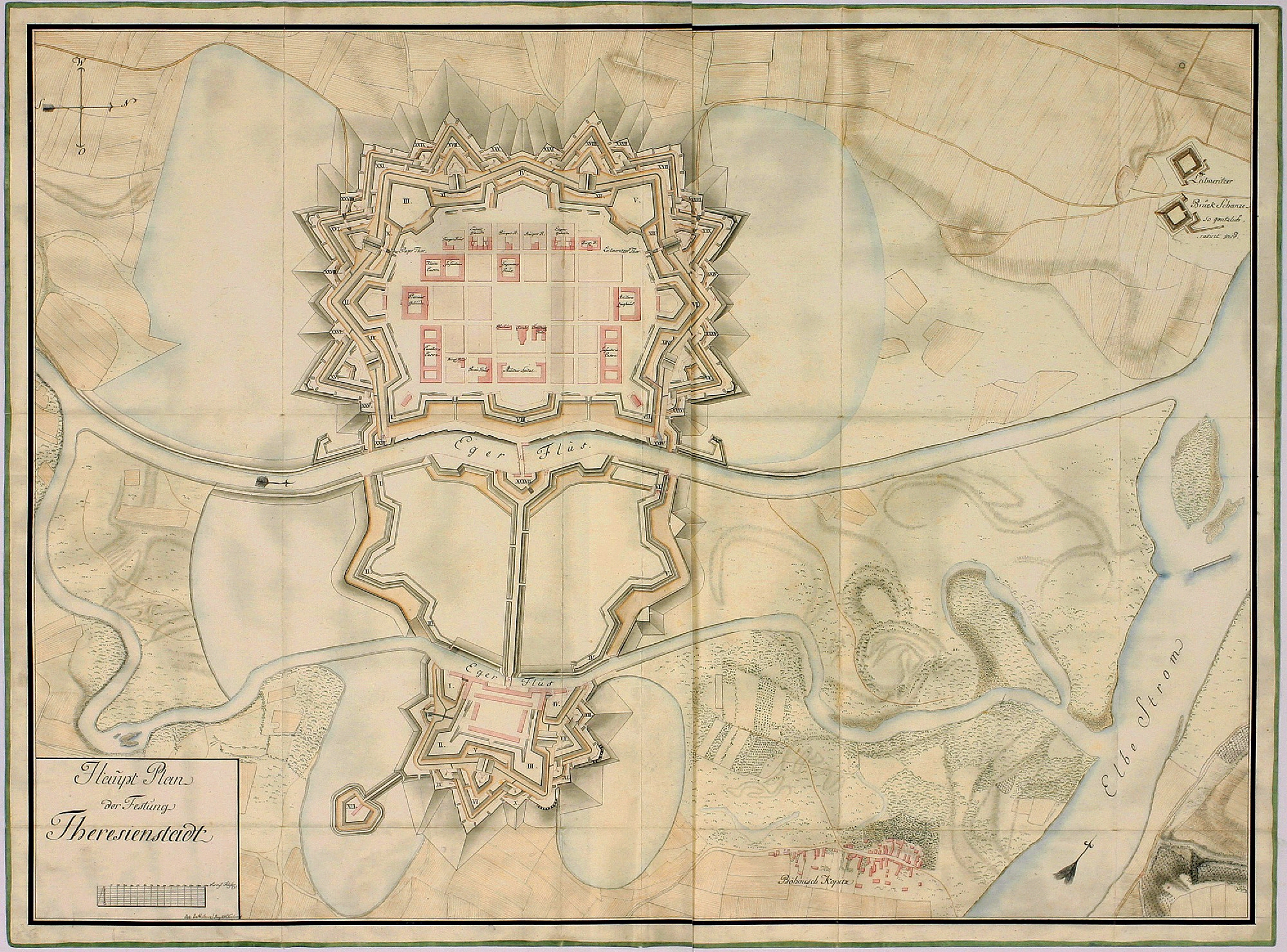
План фортеці 1790 року

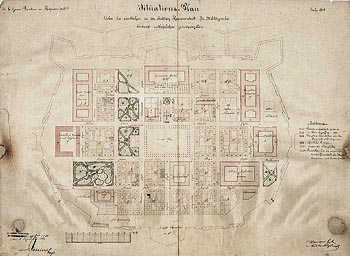
План фортеці 1869 року

Фортеця була закладена в 1780 р. імператором Йосипом ІІ, і вже 1782 року отримала статус вільного королівського містечка. Назву місто отримало на честь матері імператора, імператриці Марії Терезії. 1790 року будівництво фортеці було завершене і вона була готова до участі у бойових діях. Головним призначенням фортеці була оборона шляхів, якими під час австро-прусської війни здійснювалися напади супротивників. Оскільки фортеця була побудована у самому кінці ери бастіонних укріплень, вона є унікальним пам'ятником, хоча свого воєнного призначення вона так і не виконала. Пізніше, з кінця XIX ст. в фортеці перебувала тюрма, яка в роки Першої світової війни використовувалася як концтабір (один з перших у Європі). Саме тут загинув Гаврило Принцип — убивця Франца-Фердинанда.
При будівництві фортеці було задіяно близько 15 тисяч осіб, витрачено понад 20 тисяч цеглин. Повільна побудова фортеці (10 років) була викликана тим, що під час будівництва було змінено русло річки. Під час війни тут могло розташуватися до 11 тисяч військових. Оборонна система складається з Головної фортеці, на лівому березі Нової Огржі, та Малої фортеці, на правому березі Старої Огржі. Головна фортеця має вид восьмикутника, подовженого з півночі до півдня, з п'ятикутними бастіонами з кожної сторони.

### Перша світова війна
У цьому місті в роки Першої світової війни був табір для військовополонених Російської армії. Відтоді як у Терезіні почав працю Союз визволення України (СВУ), тут забуяло українське життя: активно діяли Гурток членів української бібліотеки, «Малоруський хор», «Малоросійська драматична трупа», яка ставила комедії («Сватання на Гончарівці»), п'єси («Степовий гість», «Невольник», «Мартин Боруля», «Суєта»), драми («Запорозький скарб») і навіть опери — «Наталку Полтавку» та «Запорожця за Дунаєм». Заходами СВУ в різних таборах Австро-Угорщини та Німеччини було згуртовано близько 80 тисяч українців, серед яких велася значна культурно-освітня та національно-виховна робота, яка врешті призвела до створення 1918 року двох українських дивізій — сірожупанників і синьожупанників.

### Друга світова війна
Під час Другої Світової війни велика фортеця слугувала нацистам як єврейське гетто Терезієнштадт. У малій фортеці був розташований пункт гестапо, що також використовувався як невеликий концентраційний табір для неєвреїв. Звідси жертви, які мали бути страчені, відряджа́лися до концентраційних таборів в Аушвіці (Освенцімі), Майданеку, Треблінці, Собіборі, Хелмно, та інших.

## Відомі жителі
- Ґізела Янушевська (1867—1943) — австрійська лікарка.